# 권력간격
권력간격(勸力間隔, power distance)은 제도와 조직에서의 권력이 불평등하게 분배되어 있다는 사실을 사회가 수용하는 정도를 나타내는 척도이다. 높은 권력간격을 갖고 있는 사회의 종업원들은 광범위한 권력 차이를 인정하여 권한을 갖고 있는 자에게 존경을 나타내고 있다. 이러한 국가문화를 가진 국가와의 교섭에는 적어도 협상대상국의 당사자 지위 이상의 대표를 보내는 것이 효과적이다. 반면 권력 간격이 낮은 사회는 가능한한 불평등을 낮추려 한다. 즉, 상사는 권한을 보유하고 있지만, 종업원은 상사를 두려워하거나 경외하지 않는다.

## 같이 보기
- 호프스테더 문화 차원 이론